# 緊急開關
緊急開關（Call Point Switch）通常被用於緊急出口使用。遊覽車和公車所有的門窗都是用安全門，這是為了避免在緊急狀況時，只要用力的擊破門窗就可以逃出去，如果使用一般玻璃，在擊破玻璃的同時，手也跟著受傷，所以緊急開關也是相同的道理，在遇到緊急狀況時，只要擊破緊急開關（壓扣）就可以將外層玻璃打破，裡面的開關就會自動切換到N.O狀態，人員就可以緊急成功撤離。

## 緊急開關的特色與功能

### LED背光燈設計
緊急開關不僅安全外，目前市面上設計款還有LED背光燈設計，這是預防在夜間時，發生緊急狀況時，人員因為找不到緊急開關的所在地，而發生意外，所以市面上現在有LED背光燈設計，讓緊急開關系列更加安全可靠。

### 防護外蓋設計
這項設計是預防小朋友誤擊或是灰塵。

### Switch多組設計
目前市面上緊急開關有分為1~4組款式，依照個人需求選購，1組以上設計是防止1組壞掉後，另外一組仍可使用。